# Số nhân (kinh tế học)
Số nhân trong kinh tế học là mức độ thay đổi trong tổng cầu khi có một thành phần của tổng cầu thay đổi một đơn vị.

## Ký hiệu
- Y: tổng cầu (thu nhập)
- C: tiêu dùng cá nhân
- I: đầu tư tư nhân
- G: chi tiêu chính phủ
- T: thu thuế của chính phủ
- X: xuất khẩu
- M: nhập khẩu
- T°: mức thu thuế cơ bản
- t: khuynh hướng thuế biên
- α: khuynh hướng tiêu dùng biên
- γ: khuynh hướng tiêu dùng hàng nhập khẩu biên
- β và δ: các mức tiêu dùng cơ bản và nhập khẩu cơ bản

T°, t, α, β, δ, γ đều lớn hơn 0.
Trong đó:
- C = α (Y-T) + β
- M = γ (Y-T) + δ
- T = T° + tY

## Công thức tính tổng cầu
- Y = α (Y - T° - tY) + β + I + G + X - γ (Y - T° - tY) + δ...   (1)

<=> (1 - α + αt + γ - γt) Y = (γ - α)T° + β + I + G + X + δ...   (2)
<=> Y = [(γ - α)T° + β + I + G + X + δ] / (1 - α + αt + γ - γt)...   (3)

## Số nhân tài chính (Số nhân chi tiêu)
Khi chi tiêu chính phủ G thay đổi một đơn vị, mức thay đổi của tổng cầu Y là:
- ΔY / ΔG = 1 / (1 - α + αt + γ - γt)...  (4)

Vế phải của đẳng thức (4) gọi là số nhân tài chính.
Số nhân tài chính là một khái niệm quan trọng trong kinh tế học Keynes- trường phái kinh tế học vĩ mô nhấn mạnh tầm quan trọng của chính sách tài chính.

## Số nhân thuế
Khi số thu thuế cơ bản T° thay đổi một đơn vị, mức thay đổi của tổng cầu Y là:
- ΔY / ΔT° = (γ - α) / (1 - α + αt + γ - γt)...   (5)

Vế phải của đẳng thức (5) là số nhân thuế.

## Số nhân đầu tư
Số nhân đầu tư bằng 1 / (1 - α + αt + γ - γt).

## Số nhân và hiệu ứng hất ra
Vừa có số nhân tài chính lại vừa có số nhân đầu tư. Điều này dẫn đến hiện tượng đặc biệt, gọi là hiệu ứng hất ra. Cơ chế của hiệu ứng này như sau:
Tăng chi tiêu dẫn tới thâm hụt ngân sách, thì chính phủ ắt phải phát hành công trái bù đắp thâm hụt ngân sách. Để có thể huy động được người mua công trái, chính phủ sẽ đưa ra mức lãi suất công trái cao. Lãi suất thị trường vì thế tăng lên đồng thời chứng khoán công ty (cổ phiếu và trái phiếu công ty) trở nên kém hấp dẫn và giảm giá. Cả hai tác động này dẫn tới việc khu vực tư nhân sẽ giảm đầu tư. Như vậy, tăng chi tiêu chính phủ qua số nhân tài chính làm tăng tổng cầu, nhưng lại làm giảm đầu tư tư nhân và qua số nhân đầu tư lại làm giảm tổng cầu.